# Johanna Pink

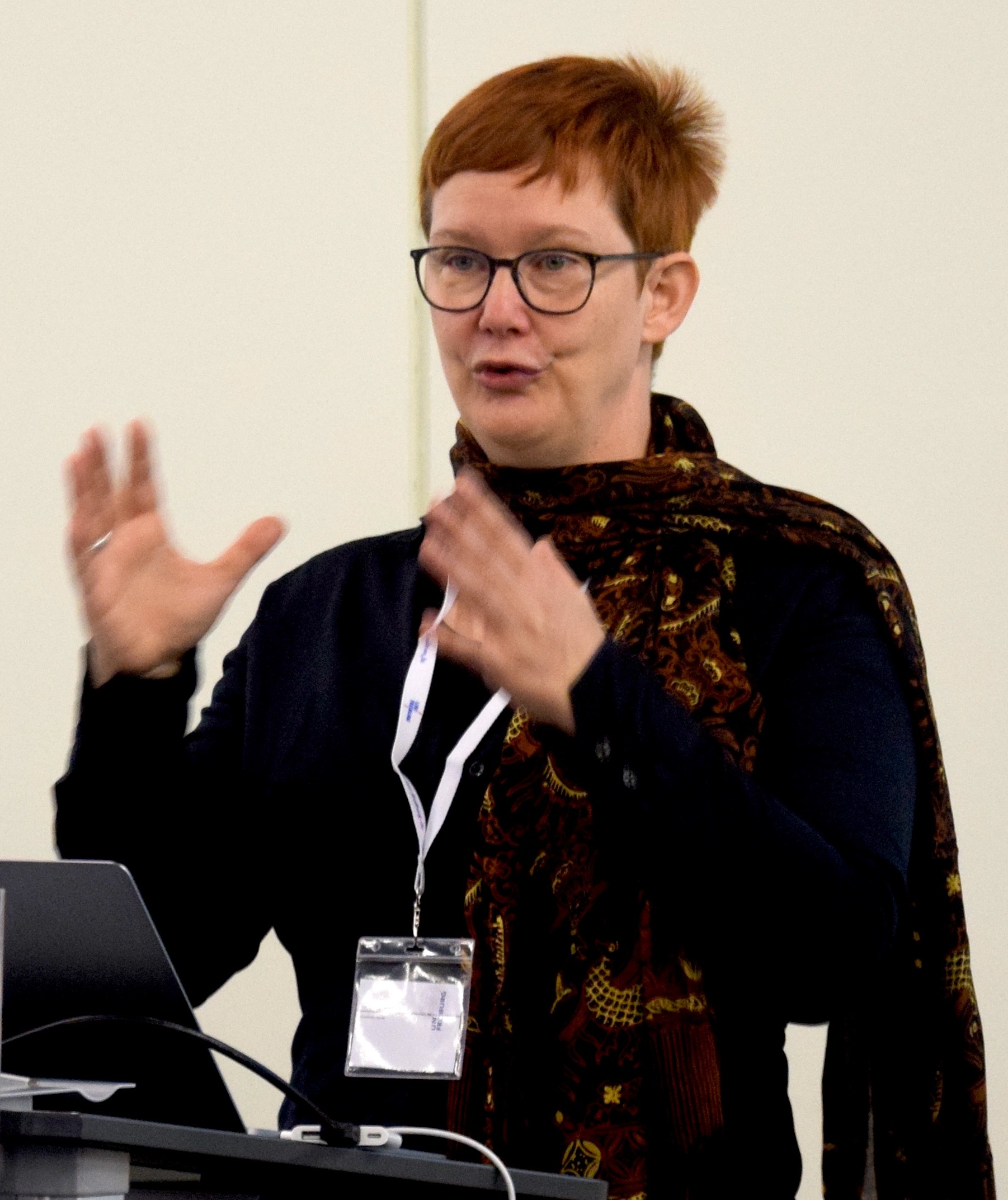
Johanna Pink (2022)

Johanna Pink (* 27. Mai 1974 in Dortmund) ist eine deutsche Islamwissenschaftlerin. Sie ist Inhaberin des Lehrstuhls für Islamwissenschaft und Geschichte des Islam am Orientalischen Seminar der Albert-Ludwigs-Universität Freiburg.

## Leben
Johanna Pink wurde in Dortmund geboren und wuchs in Cappenberg auf. Nach dem Abitur am Gymnasium St. Christophorus in Werne/Lippe 1992 studierte sie von 1992 bis 1998 Islam-, Politik- und Rechtswissenschaften an der Friedrich-Alexander-Universität Erlangen-Nürnberg, der Rheinischen Friedrich-Wilhelms-Universität Bonn und der Universität Amman (Jordanien). 1998 graduierte sie in Bonn (Magister) und wurde im Juli 2002 ebendort mit einer von Stefan Wild betreuten Dissertation über neue Religionsgemeinschaften in Ägypten promoviert (Zweitgutachterin der Dissertation war Gudrun Krämer). Anschließend war Pink von 2002 bis 2009 Postdoktorandin, Forscherin und Dozentin an der Universität Tübingen und an der Freien Universität Berlin. Im Juli 2009 habilitierte sich Pink an der FU Berlin mit einer vergleichenden Analyse zeitgenössischer sunnitischer Korankommentare aus der arabischen Welt, Indonesien und der Türkei aus der Zeit von 1964 bis 2004. Von 2009 bis 2011 war sie Gastprofessorin an diesen beiden Universitäten und erhielt anschließend ein Heisenberg-Stipendium der Deutschen Forschungsgemeinschaft (DFG). Seit 2012 lehrt sie als Professorin für Islamwissenschaft und Geschichte des Islam am Orientalischen Seminar der Albert-Ludwigs-Universität Freiburg.
Ihre Forschungsschwerpunkte sind globale Dimensionen muslimischer Koranübersetzungen und Koranexegese, muslimisches Publizieren und Übersetzen im Zeitalter des Kolonialismus und der Dekolonisierung, muslimische Konzeptionen des religiösen und rechtlichen Status von Nichtmuslimen, religiöse Transformationsprozesse seit dem 19. Jahrhundert und die neuere Geschichte und Gesellschaft Ägyptens.
Pink ist verheiratet und hat drei Kinder.

## Schriften (Auswahl)
- Neue Religionsgemeinschaften in Ägypten. Minderheiten im Spannungsfeld von Glaubensfreiheit, öffentlicher Ordnung und Islam. Würzburg 2003, ISBN 3-89913-274-2 (Zugl.: Bonn, Univ., Diss., 2002).
- Sunnitischer Tafsīr in der modernen islamischen Welt. Akademische Traditionen, Popularisierung und nationalstaatliche Interessen. Leiden 2011, ISBN 978-90-04-18592-0. (Zugl.: Berlin, Freie Univ., Habil.-Schr., 2009).
- Geschichte Ägyptens. Von der Spätantike bis zur Gegenwart. München 2014, ISBN 3-406-66713-9.
- Muslim Qurʼānic interpretation today. Media, genealogies and interpretive communities. Sheffield 2019, ISBN 978-1-78179-144-8.